# NGC 226
NGC 226 é uma galáxia  localizada na direcção da constelação de Andromeda. Possui uma declinação de +32° 34' 49" e uma ascensão recta de 0 horas, 42 minutos e 53,9 segundos.
A galáxia NGC 226 foi descoberta em 22 de Novembro de 1827 por John Herschel.